# Тшебіславкі
Тшебіславкі (пол. Trzebisławki, нім. Trebisheim) — село в Польщі, у гміні Сьрода-Велькопольська Сьредського повіту Великопольського воєводства.
Населення — 174 особи (2011).
У 1975-1998 роках село належало до Познанського воєводства.

## Демографія
Демографічна структура станом на 31 березня 2011 року:
|          | Загалом | Допрацездатний вік | Працездатний вік | Постпрацездатний вік |
| -------- | ------- | ------------------ | ---------------- | -------------------- |
| Чоловіки | 85      | 21                 | 56               | 8                    |
| Жінки    | 89      | 23                 | 42               | 24                   |
| Разом    | 174     | 44                 | 98               | 32                   |